# Тетрацианоаурат(III) калия
Тетрацианоаурат(III) калия — неорганическое соединение, 
комплексная соль металлов калия, золота и синильной кислоты с формулой K[Au(CN)4],
растворяется в воде,
образует кристаллогидрат — бесцветные кристаллы.

## Получение
- Смешивание концентрированных растворов хлорида золота(III) и цианида калия:

{\displaystyle {\mathsf {Au_{2}Cl_{6}+8KCN\ {\xrightarrow {}}\ 2K[Au(CN)_{4}]+6KCl}}}

## Физические свойства
Тетрацианоаурат(III) калия образует кристаллогидрат состава K[Au(CN)4]•1½H2O — бесцветные кристаллы, которые теряют воду при 200°С.
Растворяется в воде и этаноле.

## Химические свойства
- Разлагается при нагревании:

{\displaystyle {\mathsf {K[Au(CN)_{4}]\ {\xrightarrow {>200^{o}C}}\ K[Au(CN)_{2}]+(CN)_{2}\uparrow }}}